# De gouden bloem
De gouden bloem is het achtennegentigste stripverhaal uit de reeks van Suske en Wiske. Het verhaal werd oorspronkelijk in 1974 uitgegeven als promotiemateriaal voor het schoonmaakproduct Tide van Proctor & Gamble. Het is nooit verschenen in de reguliere Vierkleurenreeks. In 2022 verscheen het als kortverhaal met een cover die getekend is door Luc Morjaeu. 
Opmerkelijk is de introductie van het personage Kwak, de eend van Lambik, die nergens in de gewone reeks voorkomt.

## Locaties
- Flowurnus

## Personages
- Suske, Wiske, tante Sidonia, Lambik, Jerom, Kwak (eend van Lambik), Fleurine (bloem van de planeet Flowurnus), directeur van meststoffenfabriek, secretaris van de directeur en zijn kornuiten

## Het verhaal
Tante Sidonia stuurt Suske en Wiske naar Lambik die zich gedraagt als een plant. Als de vrienden professor Barabas bellen zegt hij dat het gedrag van Lambik heel normaal is. 's Nachts gaan Suske en Wiske naar Lambik en eisen een uitleg, maar hij gaat stiekem naar professor Barabas. De kinderen zien daar een grote gouden bloem die als boon in een stuk meteoor op aarde terechtkwam. Professor Barabas gaf de bloem de naam Fleurine en als het volle maan is kan deze plant spreken.
Fleurine vertelt hoe Powerlust, een virus, de bloemen aantastte en hierdoor werden ze op macht belust. De Grote Wijze Bloem heeft de planten daarom wortel laten schieten en het virus werd hierdoor onschadelijk. De vrienden ontdekken dat ze worden afgeluisterd door de secretaris van de directeur van de meststoffenfabriek. De secretaris wordt uit het laboratorium gegooid en in een kroeg maakt hij een plan met zijn kornuiten.
Lambik is verliefd op de plant en wordt naar het huis van tante Sidonia gebracht. Als hij 's nachts stiekem naar professor Barabas gaat blijkt Fleurine te zijn gestolen. Kwak achtervolgd de auto en laat een spoor van eieren achter. De directeur van de meststoffenfabriek weigert de bloem te gebruiken en ze begint al te verwelken nu ze geen verzorging krijgt. Suske en Wiske volgen het spoor van eieren. Als Kwak water wil geven aan Fleurine wordt ze ontdekt door de boeven, ze wordt net op tijd gered door Lambik. Suske en Wiske nemen Fleurine mee en planten haar bij een beek. De secretaris zegt dat de directeur van de fabriek achter het plan zit en Lambik krijgt een dynamietlading om de fabriek op te blazen.
Lambik wordt ontdekt in de fabriek en ziet zijn vergissing in na een gesprek met de directeur. Jerom wordt gebeld en hij kan de tijdbom op tijd onschadelijk maken. Suske, Wiske en professor Barabas komen naar de fabriek en Lambik gaat naar Fleurine. De volgende dag wordt Fleurine met de teletijdmachine terug naar Flowurnus geflitst en Kwak is opnieuw de grote vriendin van Lambik. Fleurine is niet meer in gevaar, want op Flowurnus leeft iedereen met de voeten in de grond.